# Otto Group
Otto Group (oficialmente Otto GmbH; Grupo Otto em português) é uma empresa privada alemã fundada em 1950 por Werner Otto e possui sua sede em Hamburgo. É a maior companhia de varejo via correio eletrônico do mundo e, estando em mais de 20 países. Possui como prorietário Michael Otto, segundo a revista Forbes, o segundo homem mais rico da Alemanha e um dos homens mais ricos do mundo.